# La Aurora International Airport
La Aurora International Airport är en flygplats i Guatemala.   Den ligger i kommunen Municipio de Guatemala och departementet Guatemala, i den centrala delen av landet, 7 km söder om huvudstaden Guatemala City. La Aurora International Airport ligger 1 509 meter över havet.
Terrängen runt La Aurora International Airport är kuperad åt sydväst, men åt nordost är den platt. Terrängen runt La Aurora International Airport sluttar västerut. Runt La Aurora International Airport är det mycket tätbefolkat, med 1 095 invånare per kvadratkilometer. Närmaste större samhälle är Guatemala City, 6,6 km norr om La Aurora International Airport. I omgivningarna runt La Aurora International Airport växer huvudsakligen savannskog.